# Isoprotonique
Deux atomes isoprotoniques sont deux atomes qui ont un même nombre de protons, mais qui n'ont pas nécessairement la même charge, soit un nombre d'électrons différent.
Cette notion s'applique également à des radicaux chimiques totalisant un même nombre de protons.

## Exemples
Il est intéressant de comparer les propriétés chimiques des radicaux qui sont à la fois isoélectroniques et isoprotoniques par rapport à un élément, par exemple CH et N, CH2 et O, CH3 et F, etc.